# Computadora de red
Una computadora de red (también conocido por su nombre en inglés Network computer) es un computadora de tipo cliente liviano que funciona exclusivamente a través de una conexión en red.

## Las terminales y las computadoras de red
Las terminales tontas actúan como cliente de un servidor de aplicaciones. Las computadores de red arrancan desde la red, pero las aplicaciones funcionan usando la CPU y memoria de acceso aleatorio de la propia computadora.
Las computadoras de red no tienen una memoria secundaria como un disco duro, por lo que al igual que las terminales requieren un servidor de archivos.
|                           | Terminal tonta | Computadora de red | Ordenador personal |
| ------------------------- | -------------- | ------------------ | ------------------ |
| Almacenamiento local      | No             | No                 | Sí                 |
| Procesamiento local       | No             | Sí                 | Sí                 |
| Entrada y salida de datos | Sí             | Sí                 | Sí                 |

## Normas de las computadoras de red
Las normas de las computadoras de red requerían que todas implementaran soporte para el lenguaje HTML, el lenguaje de programación Java, el protocolo HTTP y el formato de imágenes JPEG. Varias computadoras de red funcionaban a través de protocolos de red como BOOTP, DHCP, RARP y NFS.
Tanto para las computadoras de red destinadas al proveedor de servicios de Internet como a una red de área local existía la opción de una tarjeta inteligente. Ésta permitía la autenticación de un usuario de una manera segura, usando SSL durante el transporte de la información. La tarjeta inteligente también proveía una mínima capacidad de almacenamiento para guardar información sobre la configuración de una conexión por línea conmutada. Esta información sobre la configuración no era necesaria para computadoras de red destinadas a una red de área local.

## Implementaciones de computadoras de red

### Acorn Computers
La primera implementación de referencia de una computadora de red de Oracle fue creada por Sophie Wilson de Acorn Computers. Más tarde fue renombrada Element 14 antes de ser comprada por Broadcom.
El sistema operativo de red  usado en esta primera implementación estaba basado en RISC OS y funcionaba sobre hardware ARM. Estas computadoras estaban disponibles en dos versiones: una destinada a hogares particulares que incluía un módem y que debía usarse conectada a una televisión, y una versión con una tarjeta de red de tipo Ethernet destinada a empresas y escuelas con monitores VGA y un servidor de archivos BSD Unix basado en RiscBSD, una antigua adaptación a ARM de NetBSD. Ambas versiones eran actualizables, ya que el módem y la tarjeta de red, de formato Eurocard de Acorn, eran reemplazables.
La segunda generación ya no estuvo basada en RISC OS, sino en NetBSD 1.2.1. Más tarde, las computadoras de red fueron desarrolladas basandosé en la arquitectura dee Intel Pentium, aunque Acorn continuó produciendo diseños basados en ARM, incluyendo el ConNCord basado en StrongARM.

### Computadoras netstix de Gumstix
Gumstix desarrolla una computadora en miniatura llamada netstix. Incluye un puerto Ethernet 10/100 y otro CompactFlash para conectar un microdrive o una tarjeta para conexión Wi-Fi. La netstix utiliza el sistema operativo Linux.

### NetStation de NetProducts
La primera generación de NetStation y la marca registrada NetStation eran licenciadas por NChannel, que proveía el equipamiento y los servicios de Internet en Reino Unido. Luego de unos meses, NChannel se dividió en dos empresas: NetChannel, que proveía los servicios de Internet, y NetProducts que proveía el hardware para consumidores.
NetProducts comenzó a trabajar con Acorn para desarrollar la NetStation II, y separada de Apple Computer comenzó a desarrollar un Set-top box únicamente destinado a correo electrónico (el TVemail). NetProducts entró voluntariamente en proceso de liquidación en 1998 antes de que ambos proyectos fueran terminados.

### JavaStation de Sun Microsystems
Sun Microsystems desarrolló la JavaStation, una computadora de red que utiliza el sistema operativo JavaOS y funciona sobre hardware SPARC, inicialmente similar a la gama de estaciones de trabajo Unix de Sun.

### RCA Network Computer
RCA creó una computadora de red, pero poco se sabe sobre ella.

### IBM Network Station
La Network Station de IBM usaba un sistema operativo basado en NetBSD que arrancaba a través de una red de área local desde un AS/400 o un servidor IBM PC. Soportaba el procesamiento local de aplicaciones básicas, como un navegador web y un cliente informático. Además, se implementó el soporte para X Window System que permitía a una misma computadora hacer funcionar aplicaciones tanto localmente como remotamente.
La Network Station estuvo originalmente basada en la arquitectura PowerPC, pero los escasos modelos finales usaron microprocesadores Intel Pentium.

### Apple Interactive Television / Apple Decodificador de televisión, Model# M4120
El Apple Interactive Television Box es un misterio. Un prototipo basado en el hardware del Macintosh LC 475 fue mostrado en la exposición Macworld de 1995 en Boston, pero el producto final nunca fue distribuido y gran parte de información sobre el producto, incluyendo la infraestructura técnica sobre la que operaría, permanece desconocida para el público en general.

El esfuerzo puesto en la computadora de red de Apple fue luego puesto en la iMac. En 2006, Apple presentó un nuevo dispositivo para televisión bajo el nombre clave iTV.

## Tecnologías similares
Apple Computer tiene una tecnología llamada NetBoot que permite que las computadoras Apple Macintosh que utilizan la memoria ROM New World arranquen desde una red de computadoras. NetBoot es incluido como parte de Mac OS X Server.
Muchas otras implementaciones en Unix permiten el arranque desde una red de computadoras y el procesamiento de operaciones sin necesidad de una memoria secundaria.